# Heteropelma aëllo
Heteropelma aëllo är en stekelart som beskrevs av Ian D. Gauld 1976. Heteropelma aëllo ingår i släktet Heteropelma och familjen brokparasitsteklar. Inga underarter finns listade i Catalogue of Life.